# Ильиных, Владимир Алексеевич
Владимир Алексеевич Ильиных (родился 20 мая 1975 года, Североуральск, Свердловская область, РСФСР, СССР) — российский политический деятель, мэр Оренбурга в 2020—2021 годах, депутат Государственной думы VIII созыва от партии «Единая Россия» с 2021 года.

## Биография
Владимир Ильиных родился 20 мая 1975 года в Североуральске. В 2012 году он стал первым замглавы администрации Североуральского округа, а потом главой (до сентября 2016 года). В ноябре 2016 года занял пост зампреда комитета Законодательного собрания Свердловской области по вопросам туризма, спорта, физкультуры и молодёжной политики.
2 декабря 2019 года Ильиных был назначен первым заместителем главы Оренбурга, а 6 февраля 2020 года местный городской парламент выбрал его мэром. Известно, что в мае 2021 года полиция приходила с обысками в оренбургскую мэрию и в дом Ильиных (в СМИ появлялись сообщения о том, что это связано с госконтрактами по городскому благоустройству). Тем не менее Ильиных выдвинул свою кандидатуру в депутаты Государственной думы от «Единой России». Три кандидата, которые были выше в партийном списке (Денис Паслер, Сергей Грачёв и Светлана Быкова) последовательно отказались от мандата, и в итоге Ильиных стал депутатом. 28 сентября 2021 года он написал заявление об уходе с поста мэра.
Из-за вторжения России на Украину Ильных находится под международными санкциями Евросоюза, США, Великобритании и ряда других стран.